# 极圈以南
《极圈以南》（又译作）是由State of Play Games开发的冒险游戏及视觉小说。游戏讲述冷战期间被困在在南极洲的气象学家彼得·汉密尔顿博士。该游戏于2020年10月在Apple Arcade上发布。并由11 bit studios于2022年8月在电脑和主机上发布了该游戏。Anton Lesser、Adrian Rawlins、Olivia Vinall、Gwilym Lee、Richard Goulding和Michael Fox为游戏的演员提供声音和动作捕捉。

## 玩法
极圈以南是一款线性偏向视觉小说向的冒险游戏。在游戏中，玩家将控制冷战时期的一名名叫彼得的剑桥大学气象学博士。 

## 剧情
游戏讲述彼得在1964年飞机失事后被困在南极洲。在他想办法离开南极洲的时候他的记忆也将随之展开 。